# Gyllingtangara
Gyllingtangara (Heliothraupis oneilli) är en nyligen beskriven färggrann fågelart inom familjen tangaror som placerar i det egna släktet Heliothraupis. Den förekommer på Andernas lägre sluttningar i sydöstra Peru och västra Bolivia.

## Utseende och läte
Gyllingtangaran är en mycket karakteristisk tangara. Båda könen har olivgul fjäderdräkt och en skärorange näbb. Hanen har ett svart streck ovan ögat och en buskig gyllene huvudtofs som kan höjas och sänkas. Honan liknar hona sommarkardinal, men näbben är mer bjärt orange. Sången består av en gladlynt stigande och fallande serie som återgivits "pretty bird, pretty bird...".

## Utbredning och systematik
Gyllingtangaran häckar i låglänt yungas i nordvästra Bolivia i Machariapo-dalen i La Paz. Efter häckning flyttar den till sydöstra Peru, utmed Kosñipata road i Cusco. Den behandlas som monotypisk, det vill säga att den inte delas in i några underarter.

### Upptäckt och släktskap
Arten upptäcktes i sydöstra Peru år 2000, men första häckningskolonin återfanns först 2011 och 2021 beskrevs den vetenskapligt som ny art. Fylogenetiska studier indikerar att gyllingtangaran är del av en klad som omfattar släktena Ramphocelus, Coryphospingus, Loriotus, Tachyphonus och andra besläktade taxon inom underfamiljen Tachyphoninae. Inom denna underfamilj placerar sig arten tillsammans med två monotypiska släkten som omfattar arterna Eucometis penicillata och borsttangara (Trichothraupis melanops). Det finns starka indicier för ett systerskap mellan denna ny art och T. melanops, men eftersom alla de tre arterna inom kladen har mycket distinkta fenotyper, föreslås de placeras i var sitt släkte, vilket innebär att den nyligen beskrivna arten även placeras i ett eget nytt släkte.

## Ekologi
Arten verkar vara en flyttfågel, som häckar i lövskog och tillbringar torrperioden utspridda längs Andernas nedre sluttningar. Den verkar föredra habitat med guaduabambu under båda säsongerna. Fågeln är mycket skygg och svår att få syn på, annat än när hanen sjunger från exponerad sittplats under häckningstid.

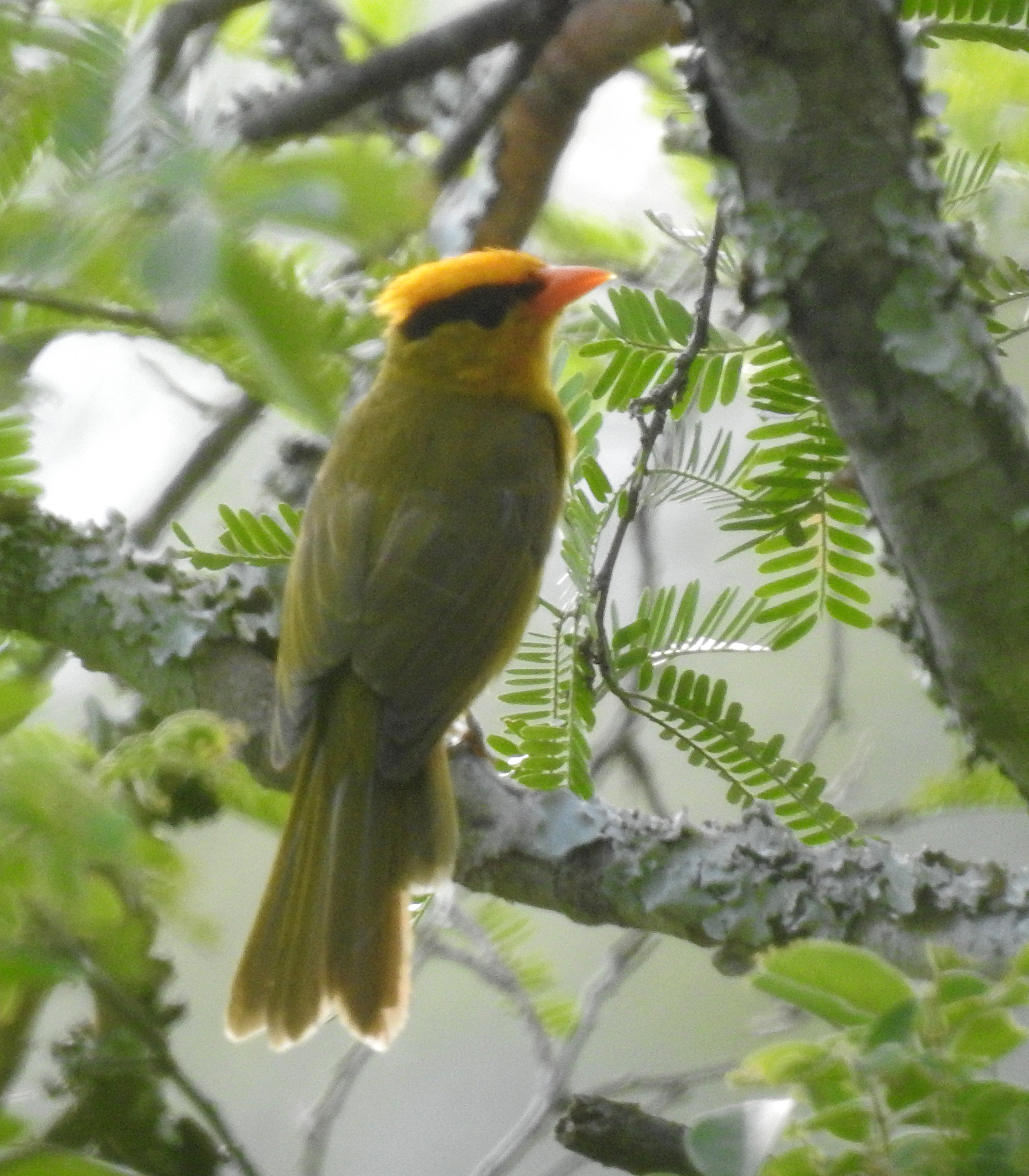

## Status
Gyllingtangaran verkar ha ett begränsat utbredningsområde, men beståndet tros vara stabilt. IUCN kategoriserar den som livskraftig.